# Tân Thiếu Lâm tự
Tân Thiếu Lâm tự (tiếng Anh: Shaolin, tiếng Trung: 新少林寺) là một bộ phim điện ảnh Hồng Kông – Trung Quốc thuộc thể loại hành động – võ thuật – chính kịch ra mắt vào năm 2011 do Trần Mộc Thắng làm đạo diễn kiêm đồng sản xuất, với sự tham gia diễn xuất của các diễn viên gồm Lưu Đức Hoa, Tạ Đình Phong, Phạm Băng Băng, Thích Hành Vũ, Dư Thiếu Quần, Ngô Kinh và Thành Long.
Bộ phim được công chiếu tại rạp vào ngày 19 tháng 1 năm 2011 tại Trung Quốc, ngày 27 tháng 1 năm 2011 tại Hồng Kông và vào ngày 18 tháng 2 năm 2011 tại Việt Nam.

## Nội dung
Lấy bối cảnh vào những năm 1920 ở Trung Quốc, sau khi nhà Thanh sụp đổ, các thủ lĩnh quân sự địa phương thay nhau nắm quyền, gây ra nhiều cuộc chiến đẫm máu. Tại Đăng Phong, Hà Nam, có một vị tướng cầm quyền là Hầu Kiệt. Anh là một vị tướng có tài nhưng cũng là một tổng tư lệnh rất ngạo mạn, độc tài và đa nghi. Với chính sách "ra tay trước không bao giờ sai", Hầu Kiệt đã bị cấp dưới trung thành của mình là Tào Man lợi dụng, khiến anh ra tay sát hại nhầm Tống Hổ – người anh em kết nghĩa của mình. Chính sai lầm đáng trách này của Hầu Kiệt đã khiến anh mất đi con gái yêu dấu và niềm tin của người vợ Nhan Tịch thân yêu. Quá đau khổ, tuyệt vọng và cũng như để trốn tránh sự truy đuổi của Tào Man, Hầu Kiệt tìm đến Thiếu Lâm tự – nơi mà anh từng nhiều lần đem quân quấy phá khi còn nắm binh quyền trong tay. Tại đây, Hầu Kiệt đã gặp hòa thượng và các nhà sư, trong đó có các sư đệ Tịnh Năng, Tịnh Không và Tịnh Hải, cùng với lão đầu bếp Ngộ Đạo.
Sống trong chùa Thiếu Lâm, Hầu Kiệt dần dần tỉnh ngộ. Anh quyết định bỏ qua hận thù với Tào Man và quy y cửa Phật để chuộc lại những lỗi lầm năm xưa. Tuy nhiên, với dã tâm của mình, Tào Man quyết không buông tha cho Hầu Kiệt. Hắn đem binh lính tấn công, quyết tâm san bằng Thiếu Lâm tự. Cùng với các nhà sư, Hầu Kiệt đã chiến đấu đến hơi thở cuối cùng để bảo vệ ngôi chùa Thiếu Lâm. Sau một trận chiến đẫm máu, Hầu Kiệt đã ra đi thanh thản, còn Tào Man đã ăn năn hối lỗi sau những quá khứ đầy lầm lỗi của mình. Phía bên kia, Ngộ Đạo, Nhan Tịch cùng các người dân tị nạn và các sư đệ còn lại nhìn thấy ngôi chùa Thiếu Lâm đã đổ nát dưới đống tro tàn. Tuy nhiên, trong lòng họ vẫn còn hy vọng rằng niềm tin từ Thiếu Lâm tự sẽ mãi mãi tồn tại trong mỗi người.

## Diễn viên
- Lưu Đức Hoa trong vai Hầu Kiệt
- Tạ Đình Phong trong vai Tào Man
- Phạm Băng Băng trong vai Nhan Tịch
- Thích Hành Vũ trong vai Tịnh Không
- Dư Thiếu Quần trong vai Tịnh Hải
- Ngô Kinh trong vai Tịnh Năng
- Thành Long trong vai Ngộ Đạo
- Vu Hải trong vai Hòa thượng
- Shimada Runa trong vai Hầu Thăng Nam
- Sư Tiểu Hồng trong vai Tống Hổ
- Lương Kính Kha trong vai Tống phu nhân
- Trần Trí Huy trong vai Hắc Long
- Hùng Hân Hân trong vai Sách Giáng Đồ
- Bạch Băng trong vai Điềm Nhi (vai diễn khách mời)

## Sản xuất

### Ý tưởng và phát triển
Ý tưởng cho bộ phim này xuất phát từ một buổi phỏng vấn của đạo diễn Trần Mộc Thắng trên nhật báo ở Thành Đô. Ông cho biết:
| “                | Hồi đó tôi đã có từng đọc một câu chuyện về một lãnh chúa [có thể là một vị tướng] phóng hỏa chùa Thiếu Lâm để tìm một lãnh chúa khác đang ẩn náu ở đó. Bản thân tôi rất thích câu chuyện này. Mà chuyện này lại rơi vào sau thảm kịch của trận động đất Tứ Xuyên năm 2008. Có rất nhiều người dân đi tình nguyện cứu họ cho những người dân bị nạn, điều này đã truyền cảm hứng rất nhiều cho bản thân tôi. Vậy nên tôi quyết định sẽ thực hiện bộ phim này. | ” |
| — Trần Mộc Thắng | |   |

### Quay phim
Ngày 22 tháng 10 năm 2009, đoàn làm phim đã có mặt tại buổi họp báo ra mắt bộ phim diễn ra ngay tại chùa Thiếu Lâm ở Tung Sơn, Hà Nam. Việc quay phim cho tác phẩm cũng có sự hỗ trợ từ các thiền sư của chùa Thiếu Lâm, với Thích Vĩnh Tín là người chỉ đạo sản xuất. Dàn diễn viên nam trong phim phải cạo tóc khi đóng phim, riêng Thành Long do đội mũ vải trên đầu nên ông chỉ cạo xung quanh đầu, còn tóc vẫn giữ nguyên.
Theo chia sẻ của vị đạo diễn người Hồng Kông, Tân Thiếu Lâm tự là bộ phim thứ hai (sau Thiếu Lâm Tự của Lý Liên Kiệt vào năm 1982) được phép quay ở chùa Thiếu Lâm. Tuy nhiên, để không ảnh hưởng đến chùa Thiếu Lâm thật, đoàn phim phải đầu tư khoảng từ 10 – 20 triệu RMB (tương đương với 1,5 triệu USD) để xây một Thiếu Lâm tự giả tại phim trường Phương Nham (thành phố Vĩnh Khang, tỉnh Chiết Giang), với các kích thước và kiến trúc giống hệt chùa Thiếu Lâm. Dù tốn rất nhiều kinh phí để xây dựng bối cảnh này, nhưng cuối cùng đoàn phim cũng phải phá hủy nó để phục vụ cho các cảnh quay chiến đấu trong phim. Đã có một lần tay trái của Lưu Đức Hoa bị thương khi thực hiện cảnh quay này.
Bộ phim chính thức bấm máy từ đầu tháng 1 năm 2010 và đóng máy vào cuối tháng 11 cùng năm. Ngoài việc quay tại phim trường Phương Nham, bộ phim còn quay một số cảnh ở Thượng Hải và phim trường Hoành Điếm (cũng tại tỉnh Chiết Giang).

## Nhạc phim
Phần nhạc phim cho Tân Thiếu Lâm tự do nhạc sĩ người Pháp Nicolas Errèra và nhạc sĩ người Hồng Kông Trữ Trấn Đông biên soạn. Ca khúc chủ đề chính cho bộ phim có tựa là Ngộ, do chính Lưu Đức Hoa tự sáng tác phần lời và biểu diễn ca khúc với phần nhạc do Triệu Khâm sản xuất.
| STT              | Nhan đề          | Phổ lời          | Phổ nhạc         | Ca sĩ            | Thời lượng |
| ---------------- | ---------------- | ---------------- | ---------------- | ---------------- | ---------- |
| 1.               | "Ngộ"            | Lưu Đức Hoa      | Triệu Khâm       | Lưu Đức Hoa      | 4:21       |
| Tổng thời lượng: | Tổng thời lượng: | Tổng thời lượng: | Tổng thời lượng: | Tổng thời lượng: | 4:21       |

## Phát hành
Tân Thiếu Lâm tự lúc đầu được dự kiến công chiếu từ cuối năm 2010 nhưng đã phải hoãn lại. Bộ phim chính thức công chiếu tại Trung Quốc từ ngày 19 tháng 1 năm 2011 và tại Hồng Kông từ ngày 27 tháng 1 cùng năm. Tại Việt Nam, phim được BHD mua bản quyền và phát hành tại rạp vào ngày 18 tháng 2 năm 2011. Bộ phim còn được công chiếu tại một số quốc gia Đông Nam Á khác.

## Giải thưởng
| Giải thưởng                               | Giải thưởng                     | Giải thưởng                                                        | Giải thưởng |
| Lễ trao giải                              | Hạng mục                        | Người nhận giải                                                    | Đề cử       |
| ----------------------------------------- | ------------------------------- | ------------------------------------------------------------------ | ----------- |
| Giải thưởng điện ảnh Hồng Kông lần thứ 33 | Nam diễn viên phụ xuất sắc nhất | Tạ Đình Phong                                                      | Đề cử       |
| Giải thưởng điện ảnh Hồng Kông lần thứ 33 | Chỉ đạo võ thuật xuất sắc nhất  | Nguyên Khuê, Nguyên Đức, Lý Trung Chí                              | Đề cử       |
| Giải thưởng điện ảnh Hồng Kông lần thứ 33 | Ca khúc trong phim hay nhất     | Ca khúc: Ngộ (悟) Sản xuất: Triệu Khâm Sáng tác/Ca sĩ: Lưu Đức Hoa | Đề cử       |
| Giải thưởng điện ảnh Hồng Kông lần thứ 33 | Họa sĩ thiết kế xuất sắc nhất   | Hề Trọng Văn, Lưu Mẫn Hùng                                         | Đề cử       |